# Tania Guasace
Tania Norelia Guasace (* 2. November 2001) ist eine bolivianische Leichtathletin, die sich auf den Mittelstreckenlauf spezialisiert hat.

## Sportliche Laufbahn
Erste internationale Erfahrungen sammelte Tania Guasace im Jahr 2021, als sie bei den U23-Südamerikameisterschaften in Guayaquil in 2:14,62 min den sechsten Platz im 800-Meter-Lauf belegte. Anschließend gelangte sie bei den erstmals ausgetragenen Panamerikanischen Juniorenspielen in Cali mit 2:14,98 min auf Rang acht. Im Jahr darauf belegte sie bei den Hallensüdamerikameisterschaften in Cochabamba in 2:20,52 min den vierten Platz über 800 m und siegte in 3:47,36 min mit der bolivianischen 4-mal-400-Meter-Staffel und stellte mit dieser Zeit einen neuen Südamerikarekord auf. Ende September gelangte sie bei den U23-Südamerikameisterschaften in Cascavel mit 64,06 s auf Rang sieben im 400-Meter-Hürdenlauf und kurt darauf wurde sie bei den Südamerikaspielen in Asunción in 62,20 s Vierte. 2023 belegte sie bei den Südamerikameisterschaften in São Paulo in 2:11,54 min den achten Platz über 800 Meter und gelangte mit der Staffel mit 3:48,77 min auf Rang fünf. Im Jahr darauf erreichte sie bei den Hallensüdamerikameisterschaften in Cochabamba mit 63,04 s Rang fünf im 400-Meter-Lauf und belegte auch über 800 Meter in 2:12,47 min den fünften Platz. Zudem verteidigte sie im Staffelbewerb in 3:52,49 min ihren Titel. Im Mai schied sie bei den Ibero-Amerikanischen Meisterschaften in Cuiabá mit 2:14,15 min im Vorlauf über 800 Meter aus.
2023 wurde Guasace bolivianische Meisterin im 400-Meter-Hürdenlauf und 2022 wurde sie Hallenmeisterin im 800-Meter-Lauf.

## Persönliche Bestleistungen
- 400 Meter: 54,91 s, 1. April 2023 in Cochabamba
  - 400 Meter (Halle): 57,98 s, 14. Januar 2024 in Cochabamba
- 800 Meter: 2:08,90 min, 25. September 2021 in Cochabamba
  - 800 Meter (Halle): 2:12,47 min, 28. Januar 2024 in Cochabamba
- 400 m Hürden: 61,81 s, 2. April 2022 in Cochabamba